# Marama Vahirua
Marama Vahirua, född 12 maj 1980 i Papeete, Franska Polynesien, är en tahitisk fotbollsspelare som spelar för franska AS Nancy i Ligue 2. Han spelar även för det tahitiska landslaget.